# Delahaye Type 140

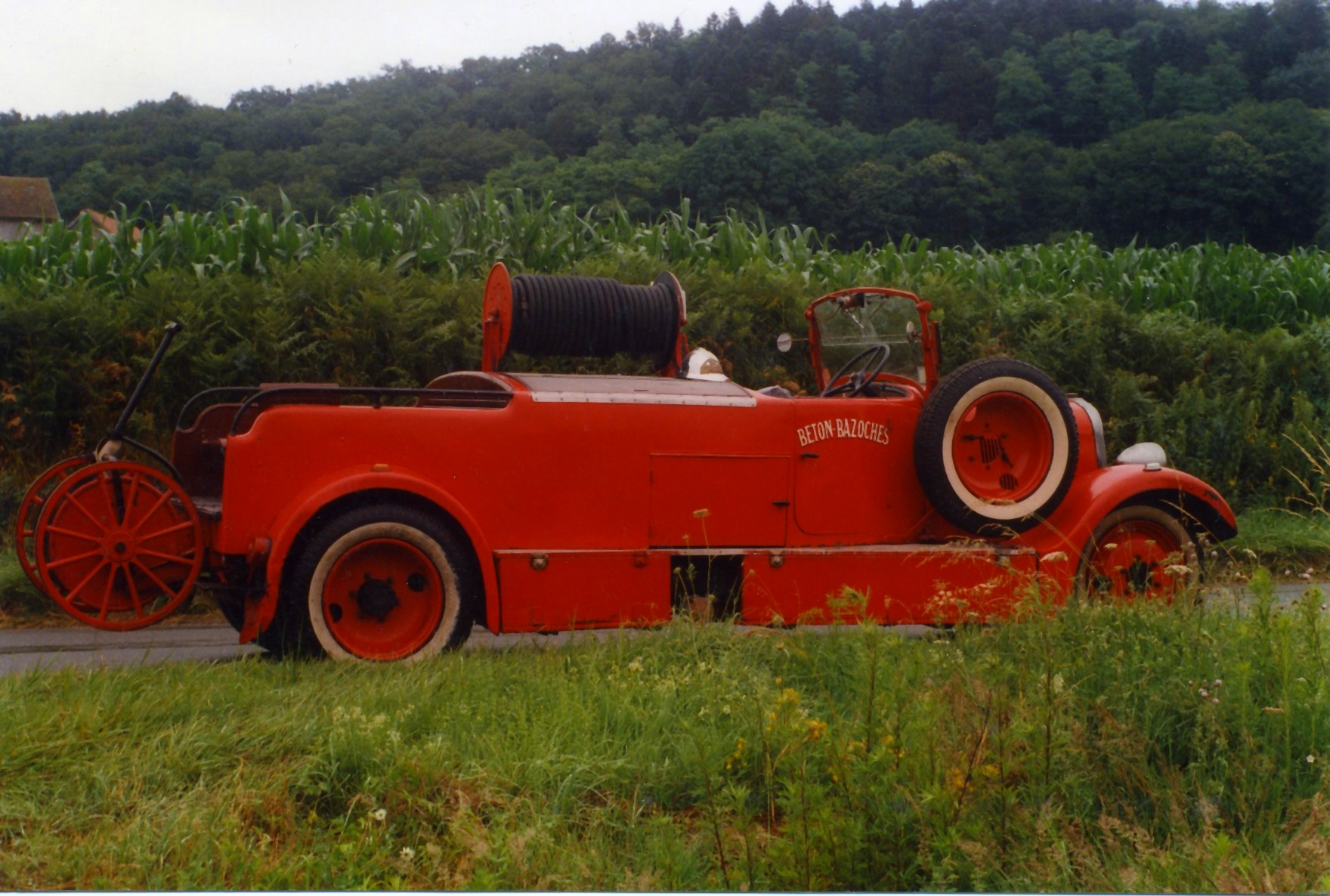
Delahaye Type 140/103 als Feuerwehrfahrzeug

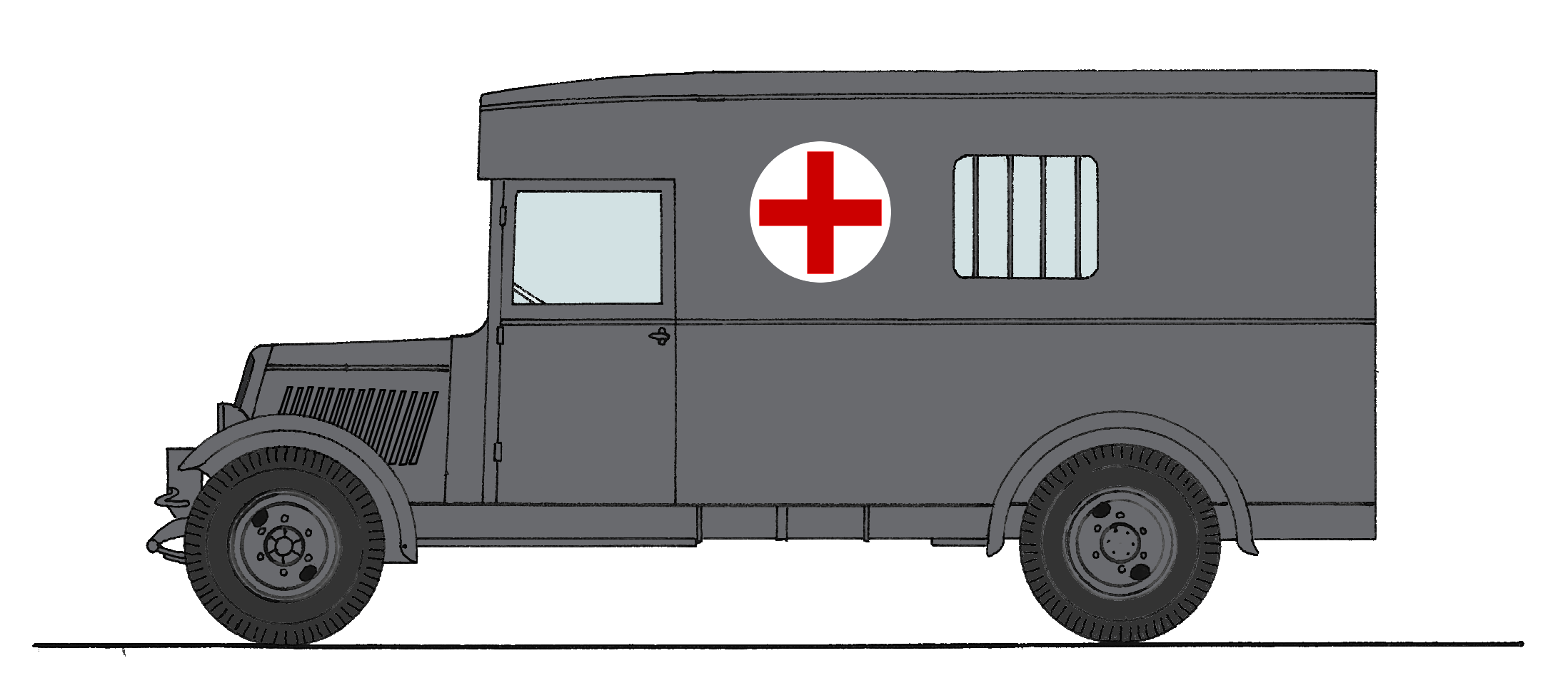
Zeichnung eines Krankenwagens

Der Delahaye Type 140 ist ein Nutzfahrzeug-Modell. Hersteller war Automobiles Delahaye in Frankreich.

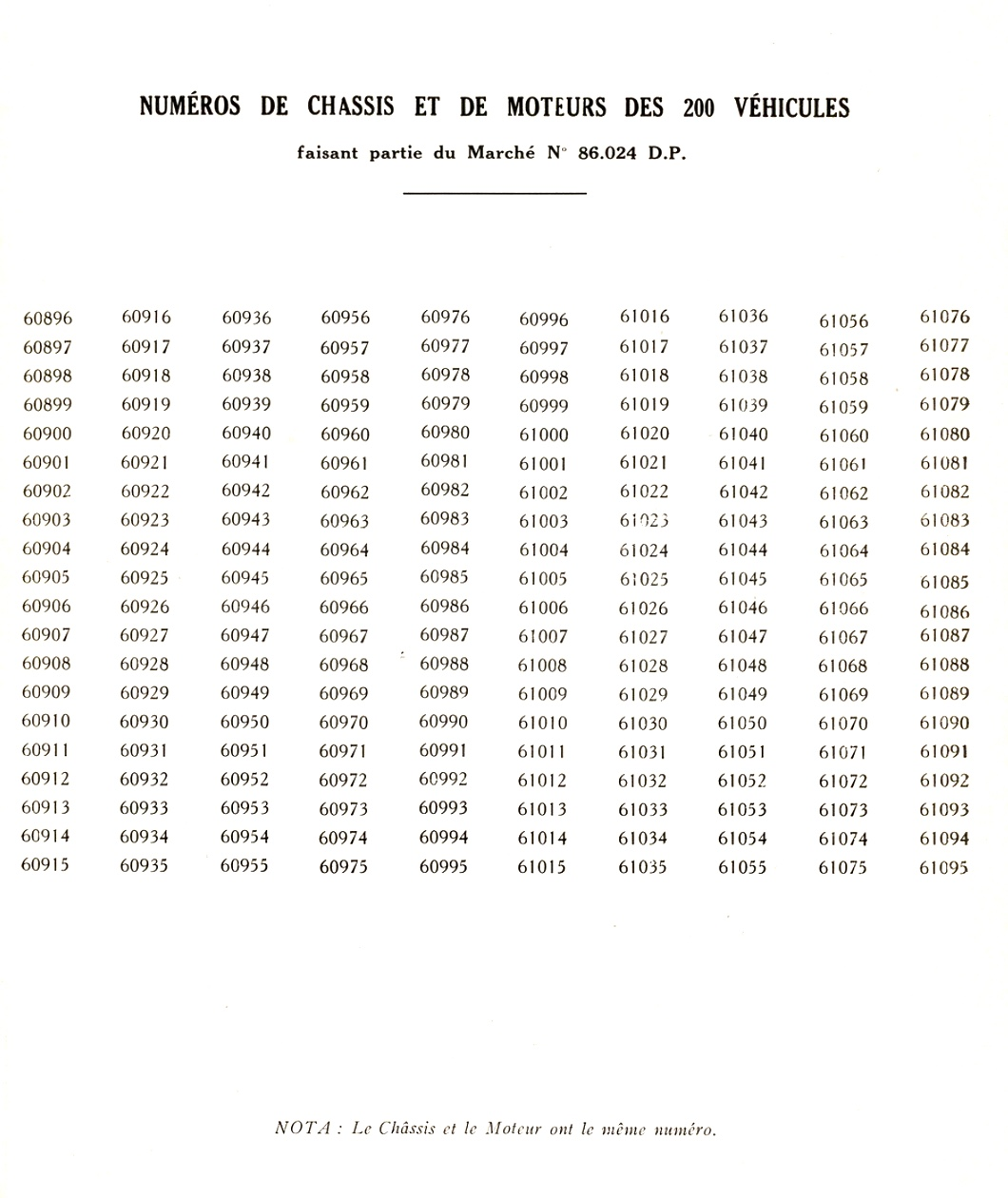
Auflistung der ersten 200 Fahrgestell und Motornummern des Delahaye Type 140 als 2t.

## Beschreibung
Die Fahrzeuge wurden zwischen 1935 und 1941 hergestellt. Vorgänger waren die Nutzfahrzeugausführungen von Delahaye Type 143 und Delahaye Type 144.
Es gab die Varianten Type 140, Type 140/103, Type 140/103 A, Type 140/103 G und Type 140/103 GV. Die Nutzlast der Lastkraftwagen beträgt zwischen 1,5 Tonnen und 2,7 Tonnen. Daneben gab es Omnibusse.
Die Fahrzeuge haben Vier- und Sechszylindermotoren. Der Anhang G steht für Gazogène (Holzgas) und der Anhang GV für gaz de ville (Stadtgas).
Die Motoren haben 2151 cm³ bzw. 3227 cm³ Hubraum. Das sind dieselben Werte wie beim Delahaye Type 134 und Delahaye Type 135, woraus sich ableiten lässt, dass sie 80 mm Bohrung und 107 mm Hub haben. 335 cm bis 385 cm Radstand sind bekannt.
Bereits vor dem Beginn des Zweiten Weltkriegs bestellte das Militär mehr als 200 Lkw. Während des Kriegs kam ein weiterer Auftrag über 1125 Krankenkraftwagen auf dieser Basis dazu.